# Henrique Adriano Buss
Henrique Adriano Buss (Marechal Cândido Rondon, 1986. október 14. –) brazil válogatott labdarúgó, jelenleg az Al-Ittihad Kalba játékosa.